# Tête du Chat Sauvage
Pour les articles homonymes, voir Chat sauvage.
La tête du Chat Sauvage  est un sommet du massif des Vosges culminant à 1 153 mètres. Il est situé entre les communes de Ventron et Fellering, respectivement dans les départements des Vosges et du Haut-Rhin.

## Géographie

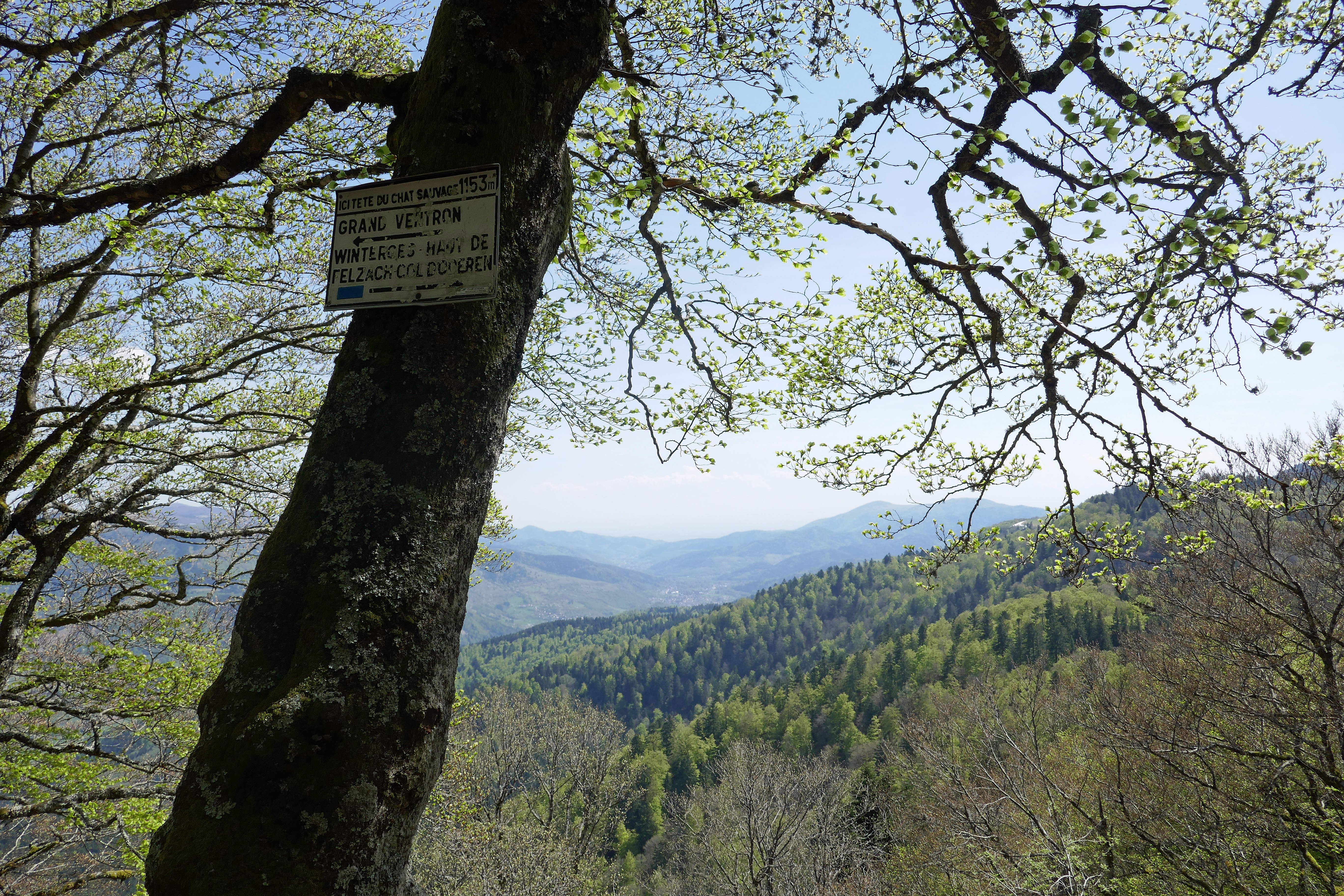
Panorama.

La tête du Chat Sauvage est l'emplacement où la ligne de faîte se relève. 